# 白科洛佳濟

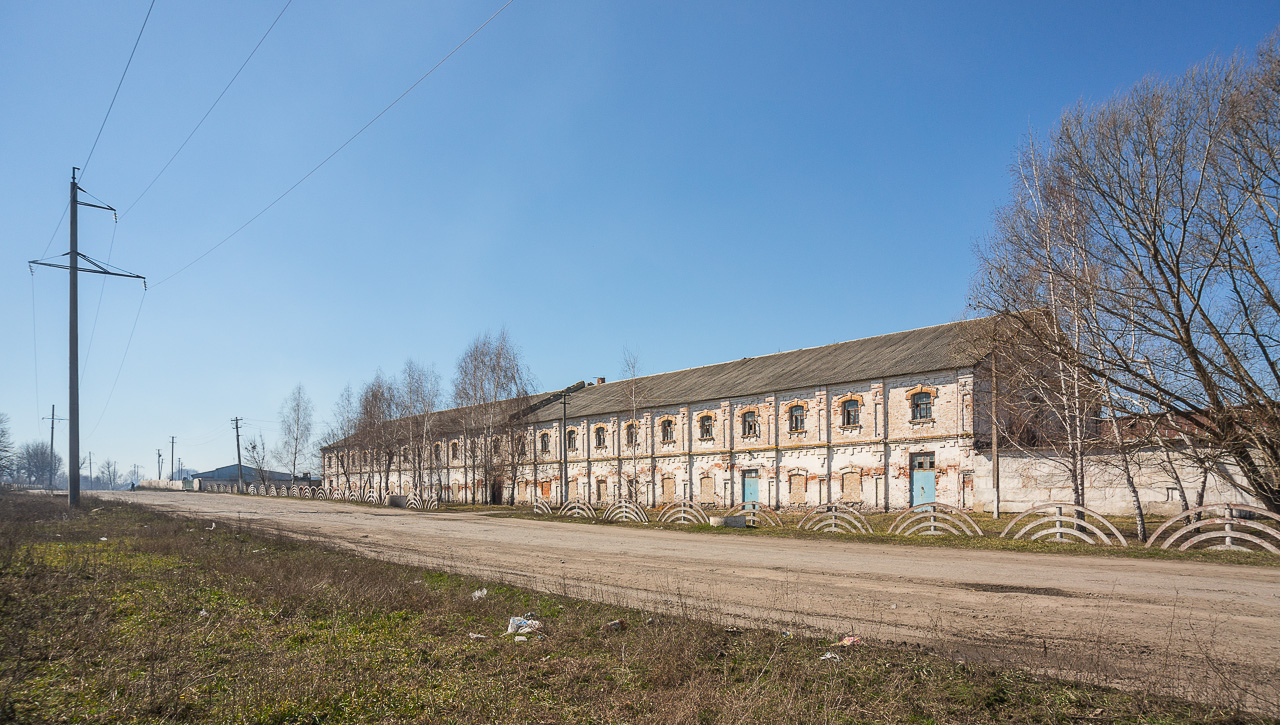
制糖厂

50°12′12″N 37°6′16″E / 50.20333°N 37.10444°E
白科洛佳济（羅馬化：Bilyi Kolodiaz）是位於烏克蘭東部哈爾科夫州丘胡伊夫区沃夫昌斯克市鎮的鎮。該鎮距離州府哈爾科夫87公里，始建於1760年，面積15.6平方公里，2001年人口4,330，人口密度每平方公里277.6人。